# Kenwood TS-2000

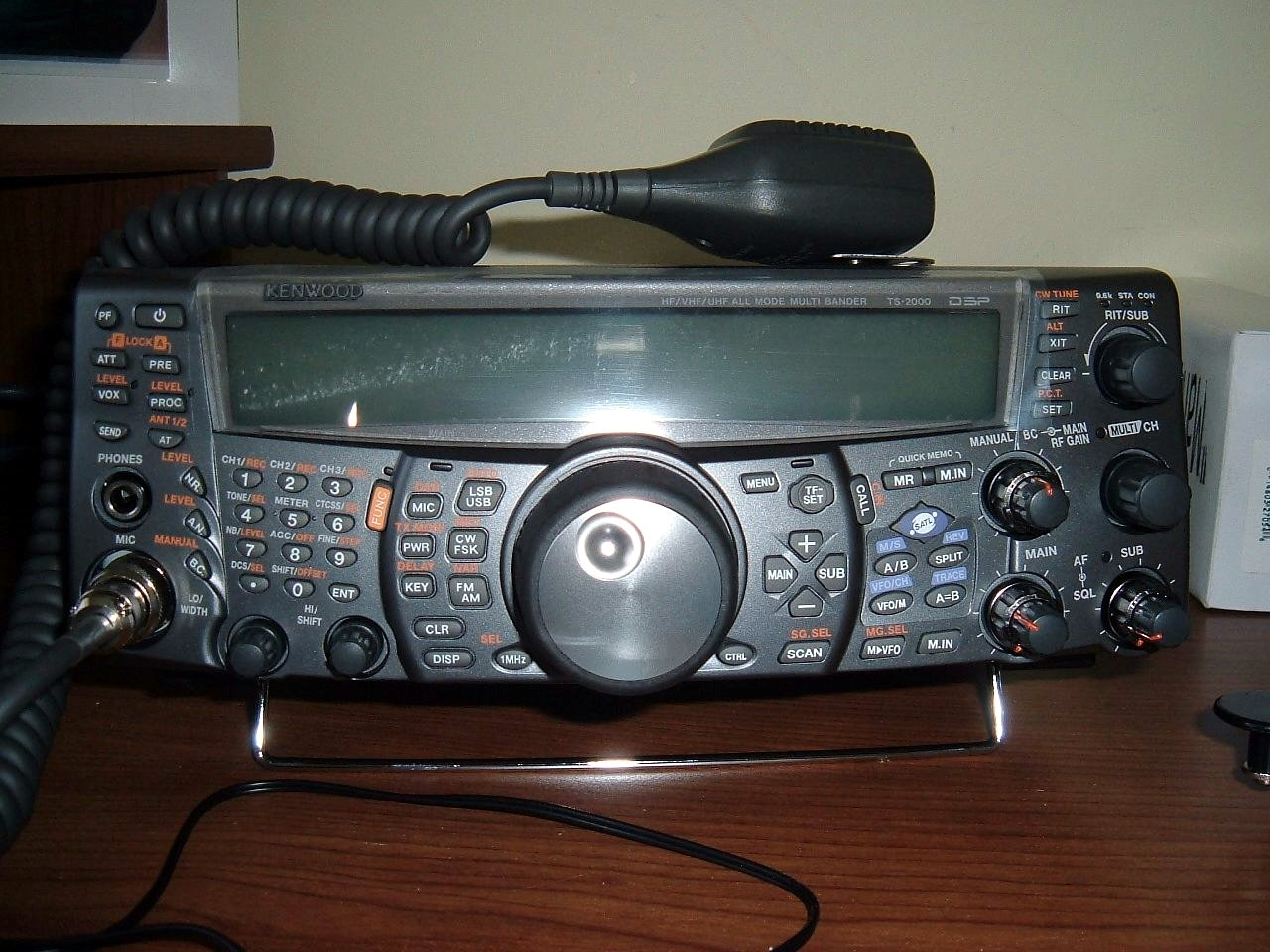
Kenwood TS-2000

El Kenwood TS-2000 es un transmisor-receptor de radioaficionados fabricado por la Corporación de Kenwood. Introducido en el año 2000, la radio ha llegado a ser muy popular entre los aficionados por su funcionalidad "todo-en-uno". Puede transmitir en todas las bandas de radioaficionado de 160 metros y 70 centímetros, con la excepción de la banda de 1,25 metros, y el modelo TS-2000X también tiene capacidad incorporada de 23 centímetros de banda (que se puede añadir a otros modelos como después de la compra accesorio).
En febrero de 2009, el TS-2000 es el más revisado transceptor de HF en la sección de revisión de producto popular de EHAM, con 407 comentarios y una calificación promedio de 4.5/5.

## Variaciones
- TS-2000, el modelo estándar de la estación base, con las versiones regionales:

- Version K para América

- Version E para Europa

- Version E2 para España

- TS-2000X: versión con capacidad de operar en 1,2 GHz y 23 cm.
- TS-B2000: una elegante caja que necesita un ordenador o panel de control opcional para poder operarse.
- TS-2000LE: TS-2000 común de producción limitada, con un acabado negro para celebrar el 60 aniversario de Kenwood sólo se vendió en el Reino Unido.

## Características
El TS-2000 es una característica, es transceptor diseñado para atraer a los usuarios que desean una gran cantidad de capacidad y versatilidad en una sola radio, el TS-2000 ofrece una potencia máxima de 100 vatios en el HF, 6 metros y 2 metros de bandas, 50 vatios en 70 centímetros, y, con el RC-2000 o la opción UT-20, 10 vatios en el 1,2 GHz o 23 centímetros de banda. La (versión americana), principal receptor de radio abarca a 30 kHz a 60 MHz, 142 MHz a través de 152 MHz, y 420 a 450 MHz (además de 1240 a 1300 MHz con el modelo "X"). Los sub-temas receptor entre 118 y 174 MHz, y 220 a 51  MHz (intervalos VFO).
El principal receptor de la radio, Kenwood optó por utilizar DSP en la selección si el nivel, de modo muy flexible de ancho de banda están disponibles sin la compra de filtros mecánicos, como era necesario en las radios pasado. Los usuarios pueden ajustar el corte de baja y alta corte de frecuencias para obtener el ancho de banda deseado.
Algunas de las características más novedosas son las teclas con retroiluminación, un TNC integrado para la recepción de paquetes de información DX Cluster, y los comandos II Sky + sistema (que se encuentra en el modelo-K), que permite el control remoto del receptor utilizando Kenwood TH-D7A de radio de mano o D7000A TM-móvil.
Algunos usuarios se han quejado de un receptor de "ruidosa" en la parte alta frecuencia de la radio. Esto ha tendido a ser objeto de controversia entre diversos exámenes en el sitio eham.net. Aunque ha habido una modificación desarrollados que aborda esta cuestión, que implica la sustitución de la banda de 24 diodos de conmutación.